# Nils Thüring
Nils Kristian Thüring, född 16 februari 1906 i Lunds stadsförsamling, död 6 juni 1992 i Visby, var en svensk fotograf och flygare.
Han var son till redaktören Johan Göransson och Nelly Maria Nilsson samt från 1935 gift med Birgit Fahlman. Hans föräldrar separerade i december 1905 och modern modern flyttade till Göteborg 1909 där hon etablerade en fotoateljé. Redan som ung fick han utföra lättare arbeten i sin mors ateljé, som med tiden ledde till en utbildning som fotograf. Han arbetade några år som fotograf innan han tillsammans med sin fru började ta flyglektioner 1938. Efter att han avlagt certifikatproven köpte han tillsammans med sin fru en Puss Moth (SE-AFH) 1939 som de gemensamt flög Europa runt med före andra världskrigets utbrott, den totala flygsträckan blev 9000 kilometer. Vid återkomsten började han flyga uppdragsflyg för Björkvallaflyg. Han placerades på Gotland 1940 där han för Björkvallaflyg flög målgång åt KA 3.
Han trivdes på Gotland och under 1941 flyttade även hans fru dit för att utföra uppdragsflyg för Björkvallsflyg. Under 1942 startade de företaget Avia som under kriget utförde målbogsering och målgångsflyg på Gotland för Svenska försvaret med en Percival Vega Gull (SE-ALA) och en Bücker Jungmann (SE-AHZ). I samband med firandet av det Svenska militärflygets 50-årsjubileum 1962 målades en av företagets gula Saab 17 med grön vattenlöslig färg för att efterlikna den militära varianten och med flygplanet SE-BYH genomförde Thüring en hisnande flyguppvisning över Malmen. Makarna Thüring är begravda på Norra kyrkogården i Visby.